# Église Saint-Avit de Saint-Avit-Rivière
Pour les articles homonymes, voir Église Saint-Avit.
L'église Saint-Avit est une église catholique située à Saint-Avit-Rivière, en France.

## Localisation
L'église Saint-Avit, est située dans le sud du département de la Dordogne, dans le petit village de Saint-Avit-Rivière, en bordure de la route départementale 2.

## Historique
L'église a été construite au XIIe siècle.
En 1199 est mentionnée la Domus de Riparia, correspondant à une maison religieuse « dépendante de l'abbaye de Cadouin », où Riparia peut désigner une rivière (ici la Couze située à environ 200 mètres au nord) ou sa plaine alluviale.
Au XIVe siècle, la paroisse de Saint Avit dépendait de la châtellenie de Montferrand, ainsi que de l'archiprêtré de Capdrot rattaché à l'évêché de Sarlat.
L'édifice est fortement modifié aux XIVe et XVIe siècles.
L'église est inscrite au titre des monuments historiques le 21 octobre 1970 pour sa façade occidentale avec son clocher-mur.

## Architecture
En forme de croix latine, l'église n'est pas orientée est/ouest mais plutôt est-nord-est/ouest-sud-ouest. Elle est bordée au nord-ouest par son cimetière et une sacristie a été ajoutée à son angle sud-est.
À l'ouest, surmonté d'une croix solaire, son clocher-peigne élancé est ouvert de quatre baies campanaires romanes ne présentant plus qu'une seule cloche. Il surplombe le portail encadré de deux contreforts montant jusqu'aux ouvertures campanaires. Ce portail est ceint de colonnettes et de piliers surmontés de chapiteaux finement sculptés de rosaces et de feuilles de laurier. Au-dessus, l'archivolte gothique est formée de cinq voussures présentant au sommet une petite tête humaine sculptée.
La nef présente deux travées dont la seconde s'ouvre sur deux chapelles latérales. Le chœur se termine par un chevet plat éclairé par trois baies romanes élancées. Représentant le Sacré-Cœur de Jésus et l'Immaculée Conception, les vitraux des deux chapelles sont signés de Louis-Victor Gesta.
Les accès au chœur et aux chapelles sont constitués d'arcs en plein cintre, alors que tous les plafonds de l'édifice sont formés de croisées d'ogives.

## Photothèque

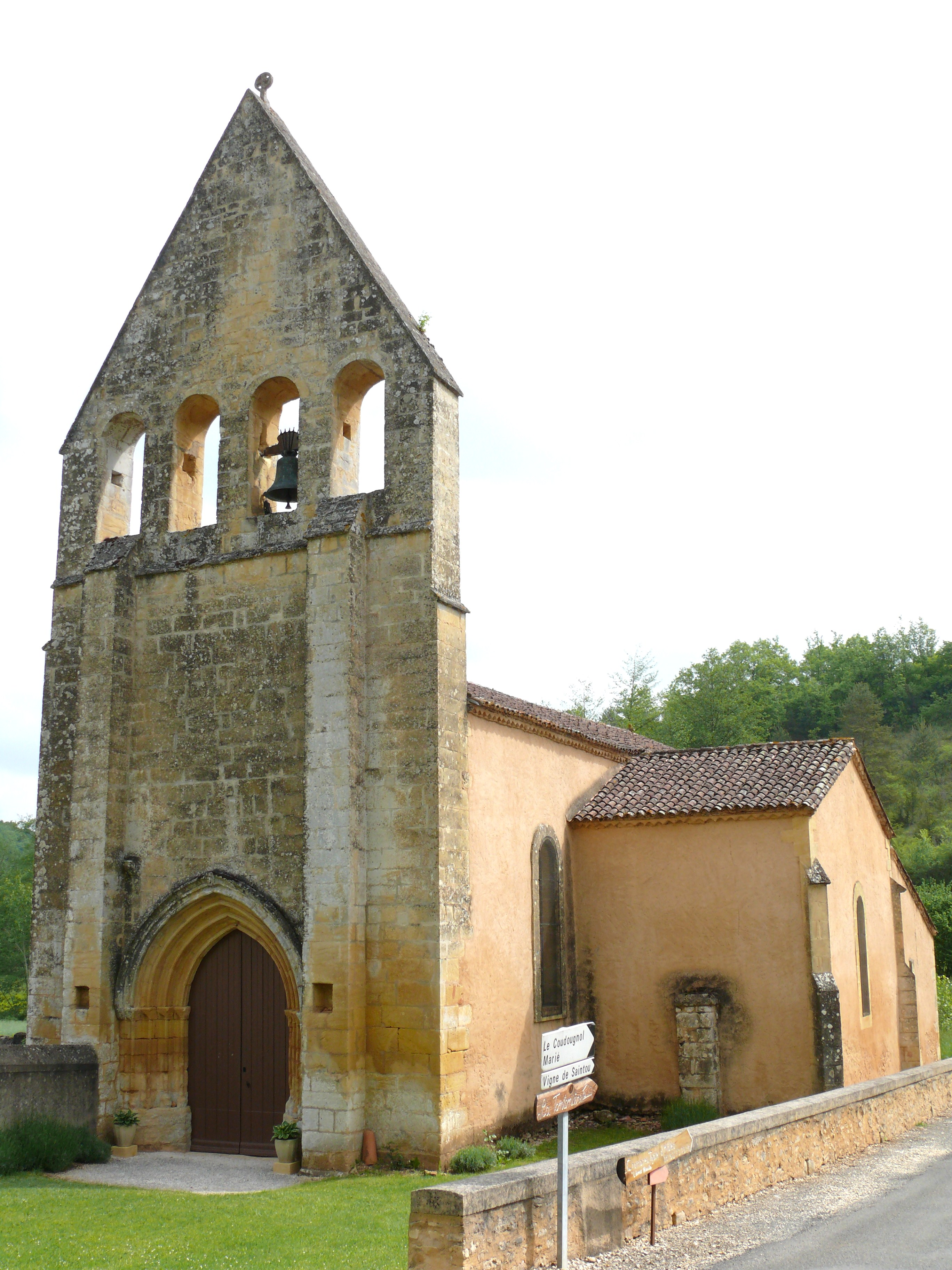
L'église Saint-Avit.
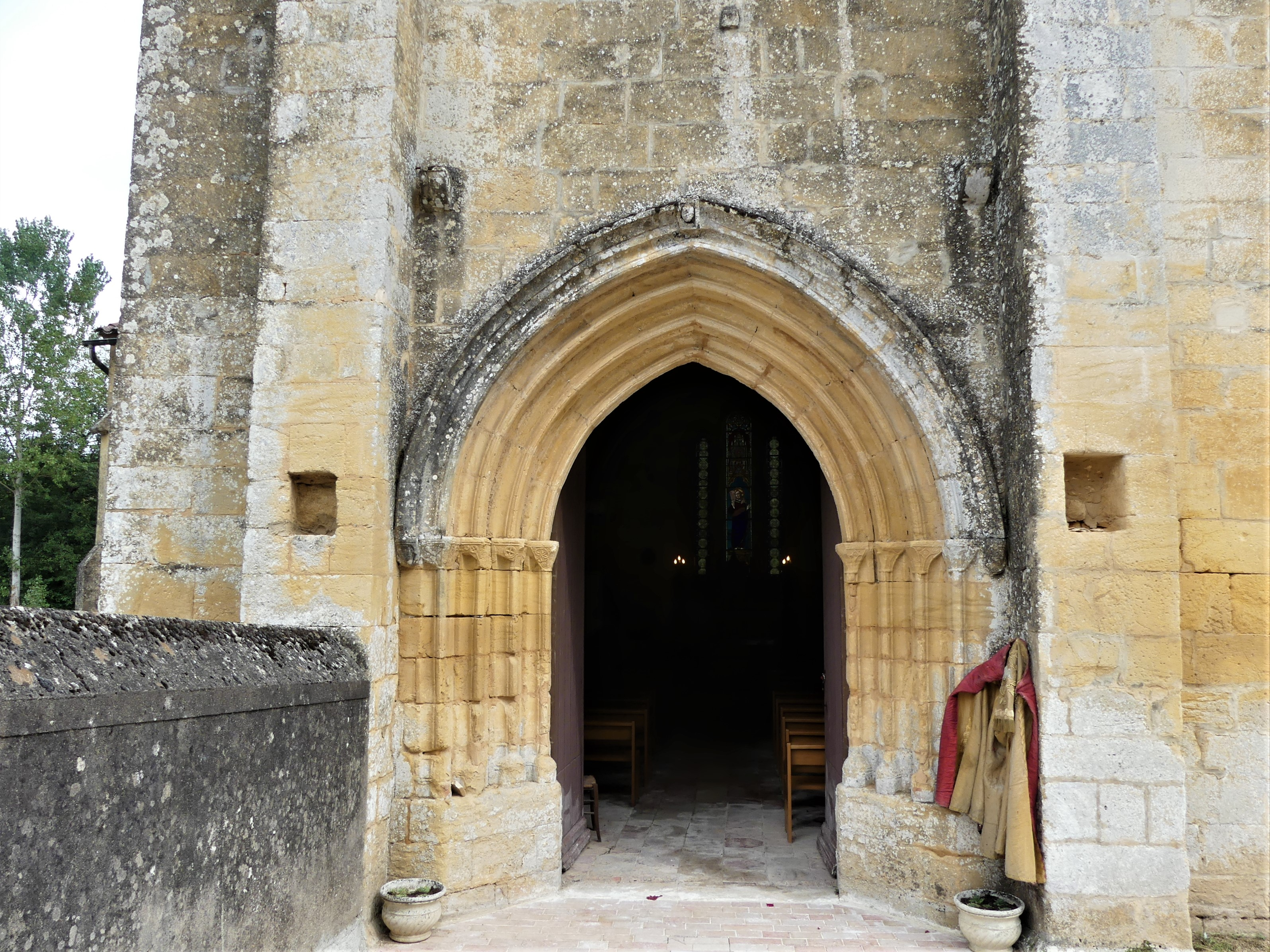
Le portail de l'église.
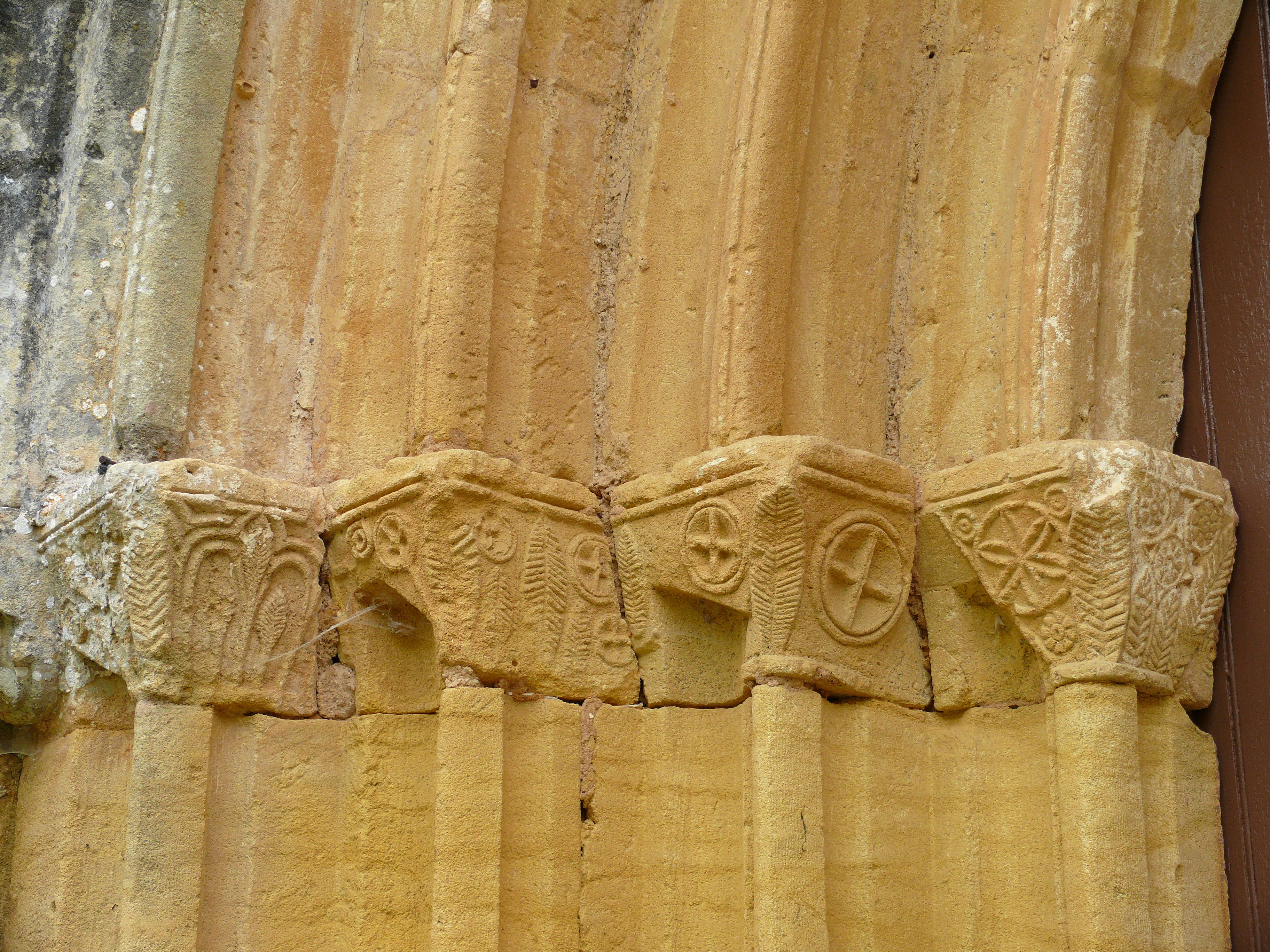
Chapiteaux sculptés du portail occidental.
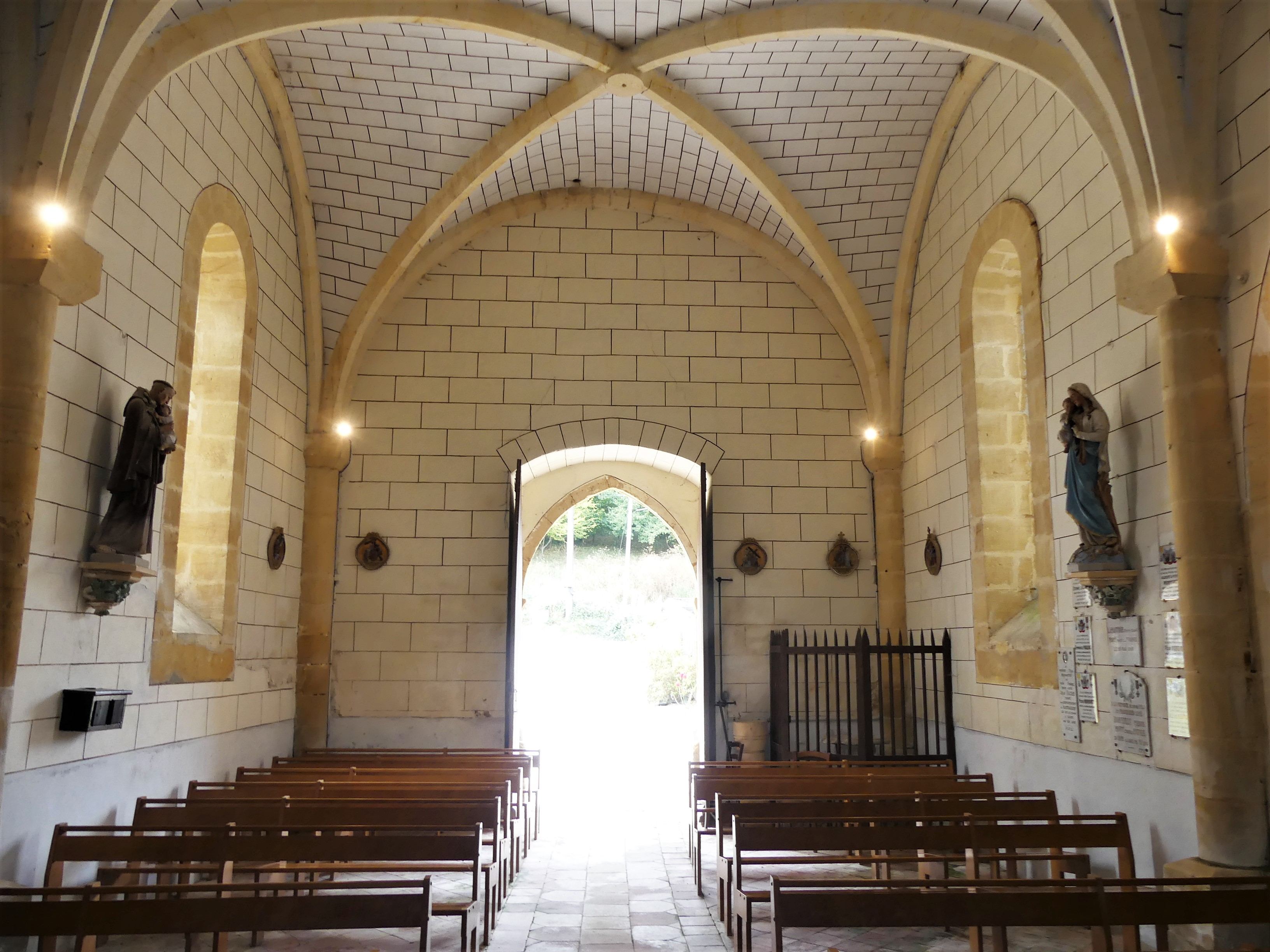
La nef.
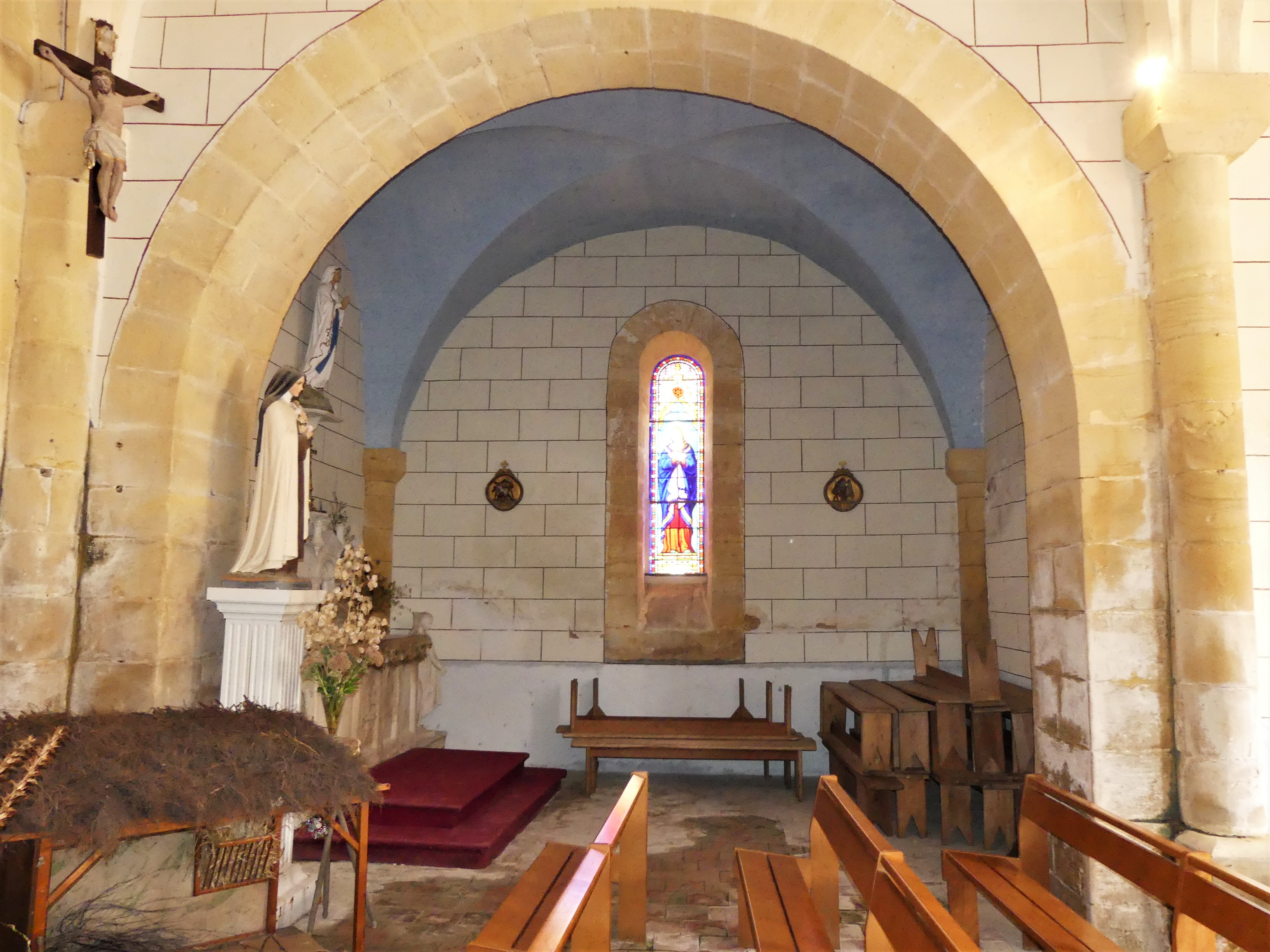
La chapelle latérale sud.
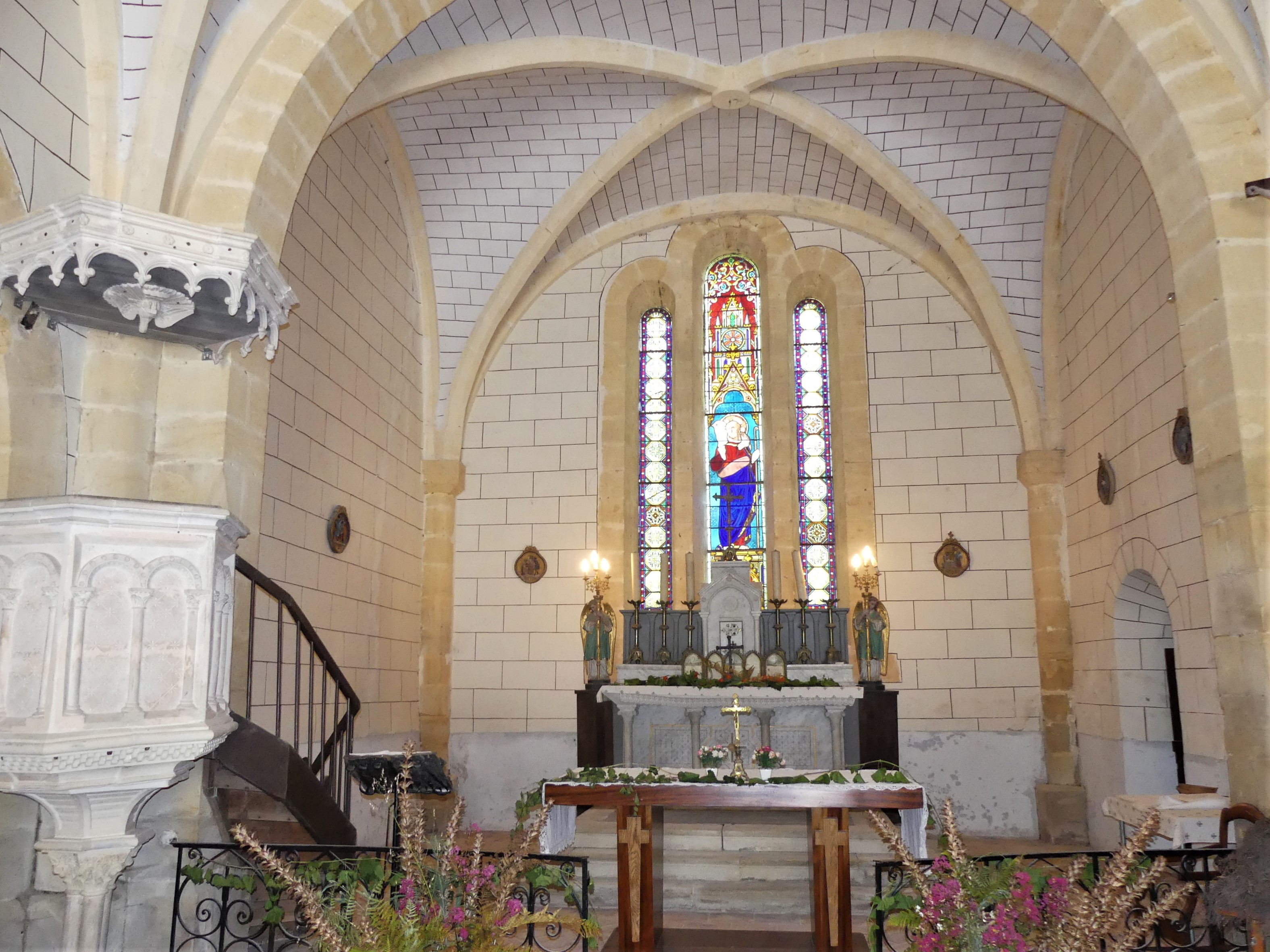
Le chœur.